# Reel Island
Reel Island (von englisch reel ‚Garnrolle‘) ist eine Insel mit vier kleinen Seen vor der Ingrid-Christensen-Küste des ostantarktischen Prinzessin-Elisabeth-Lands. Sie liegt im Südwesten der Amanda Bay.
Australische Wissenschaftler benannten sie deskriptiv nach ihrem Aussehen, das durch die zwei gegenüberliegenden Buchten der Insel bestimmt ist.